# Spytek Wawrzyniec Jordan

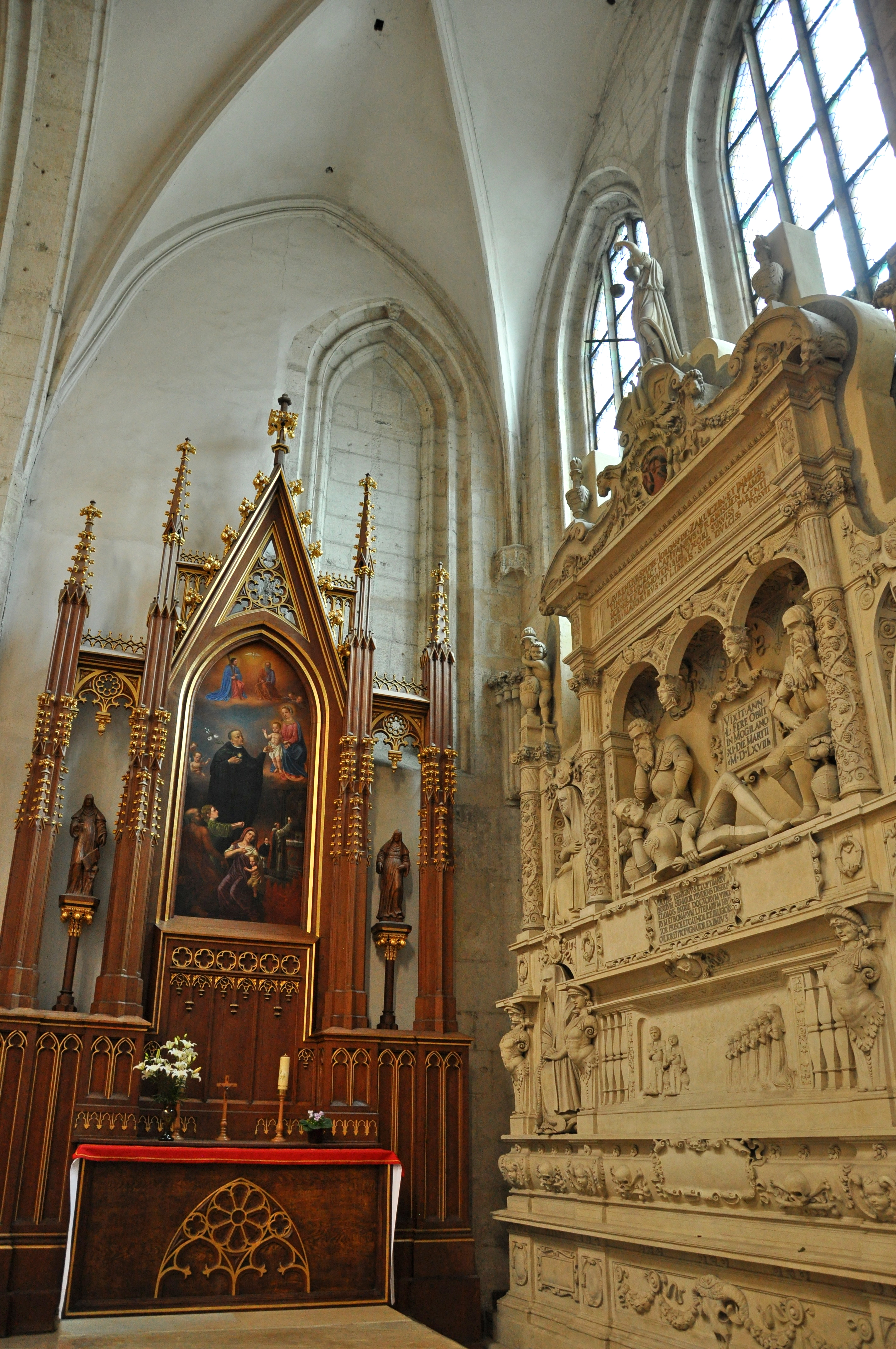
Nagrobek Spytka Jordana (z prawej)

Spytek Wawrzyniec Jordan lub Wawrzyniec Spytek Jordan z Zakliczyna herbu Trąby (ur. 1518, zm. 11 marca 1568 w Mogilanach) – kasztelan sądecki 1549–1555, podskarbi wielki koronny 1550–1555, wojewoda sandomierski 1555–1560 i krakowski 1561–1565, kasztelan krakowski od 1565, starosta czchowski 1561–1568 (z dożywotnią dzierżawą dla żony Anny).
Za panowania Zygmunta Starego pomijany w nadaniach i urzędach jako stronnik swojego brata przyrodniego i wychowawcy, wojewody podolskiego Stanisława Odrowąża. Odrowąż, skazany w lutym 1537 na konfiskatę dzierżonych dóbr ruskich za obrazę majestatu królowej Bony poprzez przepędzenie urzędników królewskich podczas konfliktu o dawne dobra książęce na Mazowszu, zabrał Jordana na rokosz lwowski w sierpniu tego roku, który przeszedł do historii pod nazwą wojny kokoszej.
Pełnił ważną rolę polityczną w Polsce doby Zygmunta Augusta, był m.in. czołowym przeciwnikiem koronacji Barbary Radziwiłłówny na królową Polski. Był także przeciwnikiem ruchu egzekucji praw i egzekucji dóbr.
Był drugim wybitnym przedstawicielem małopolskiego rodu Jordanów, dziedziczącego wójtostwo myślenickie od 1342. Syn wielkorządcy krakowskiego Mikołaja Jordana, twórcy potęgi finansowej rodu, i Anny z domu Jarosławskiej
Był znanym nie tylko w Polsce miłośnikiem sztuki. W swoim dworze w Myślenicach, a następnie w pobliskich Mogilanach otaczał się pisarzami, uczonymi, humanistami. To właśnie w Myślenicach powstało Zwierciadło i trzecia księga Żywota człowieka poczciwego Mikołaja Reja.
Utrzymywał kontakty z różnowiercami, ale choć sam Jan Kalwin zachęcał go do zmiany wiary, do końca życia pozostał katolikiem.
Spytek Jordan zdołał powiększyć jeszcze fortunę zgromadzoną przez ojca. Latyfundium przekazane przez niego żonie na mocy umowy wzajemnego dożywocia z 1564 obejmowało w chwili podziału przez spadkobierców pary w 1597 2 zamki, 4 miasta, 16 folwarków i 85 wsi, co odpowiadało skalą największym majątkom możnowładczym Małopolski. Sam Zygmunt August pożyczał od Spytka jakieś sumy pieniężne. Poza kluczem myślenickim, melsztyńskim (wraz z dawną rodową siedzibą, zamkiem w Melsztynie) i licznymi starostwami posiadał kamienicę na Rynku w Krakowie (w miejscu dzisiejszego pałacu „Pod Krzysztofory”).
Z małżeństwa z Anną Sieniawską (zm. 1597), córką hetmana Mikołaja Sieniawskiego, miał dwóch zmarłych w dzieciństwie synów i pięć córek: 
- Elżbietę (zm. 1611[19]), od 1557 żonę Stanisława Bonera (zm. 1560, syna Seweryna), a od 1561/2 do prawnego rozstania w 1576 Mikołaja Ligęzy (1529–1603)[20][21], dziedziczkę klucza zgłobieńskiego[22],
- Annę (zm. przed 1597[23]), żonę późniejszego wojewody kaliskiego Kaspra Zebrzydowskiego (ok. 1500–1584, brata biskupa krakowskiego Andrzeja)[24], której dzieci otrzymały Jordanów z przyległościami oraz kamienicę przy ul. Brackiej w Krakowie[25],
- Magdalenę (zm. 1617/9[26]), żonę podkomorzego sanockiego Stanisława Wapowskiego (zm. przed 1564, brata Andrzeja), a od 1568/9 kasztelana sandomierskiego Stanisława Sobka (zm. 1569)[27], współdziedziczkę włości melsztyńskiej[28],
- Barbarę (zm. 1605[29]), od 1565 żonę Piotra ks. Zbaraskiego (zm. 1572, syna wojewody witebskiego Stefana), a od ok. 1574 miecznika koronnego Andrzeja Zborowskiego (zm. 1598)[30], współdziedziczkę włości melsztyńskiej[28]
- Zofię (zm. przed 1597[23]), żonę Samuela Zborowskiego[31], której dzieci otrzymały włości wokół miast Mikulińce w pow. halickim, Zawałów w pow. trembowelskim i Dukla w pow. bieckim oraz wieś Wężerów w pow. proszowskim[32].

Został pochowany w kościele św. Katarzyny w Krakowie w mauzoleum rodziny Jordanów.